# Limba portugheză
Portugheza (portuguêsⓘ, de asemenea língua portuguesa) este o limbă romanică originară din nord-vestul Peninsulei Iberice (Galicia și nordul Portugaliei de astăzi). Este unica limbă oficială în: Angola, Brazilia, Capul Verde, Guineea-Bissau, Mozambic, Portugalia și São Tomé și Príncipe, iar în Macao și Timorul de Est este co-oficială cu mandarina și, respectiv, tetum. Portugheza este oficială și în Guineea Ecuatorială împreună cu limbile spaniolă și franceză.
În Galicia (din Spania), limba portugheză este oficială sub numele de "limba galiciană" și este scrisă, în varianta sa oficială, cu ortografia spaniolă. Există, însă, o altă ortografie, comună cu alte varietăți ale limbii portugheze, susținută de Academia Galiciană a Limbii Portugheze.
Portugheza se clasează a șasea între limbile lumii, în funcție de numărul de vorbitori nativi (peste 250 de milioane) și prima pe continentul sud-american (186 de milioane, peste 51% din populația continentului). Este, de asemenea, o importantă limbă de circulație (lingua franca) în Africa. Fondarea imperiu colonial și comercial portughez (1415–1999), a permis răspândirea limbii portugheze în lume din Brazilia (în America) până în Macao (China, în Extremul Orient). În perioada colonială, au apărut multe creole portugheze, în mod special în Africa, Asia și Caraibe.
Portugheza este adesea supranumită limba lui Camões, după autorul Lusiadei, ultima floare a Latium-ului (zicea Olavo Bilac) și limba cea dulce, după Cervantes.

## Distribuție geografică
Portugheza este limba oficială și națională în: Angola, Brazilia, Galicia, Portugalia și São Tomé și Príncipe, precum și cea mai vorbită limbă în Mozambic. Este de asemenea una dintre limbile oficiale în Guineea Ecuatorială (împreună cu spaniola și franceza), Timorul de Est (alături de tetum) și R.A.S. Macau (co-oficială cu mandarina). Există importante comunități de vorbitori de portugheză în Andorra, Luxemburg, Namibia și Paraguay (în aceasta din urmă, la recensământul din 2002, au fost înregistrați 112.520 de vorbitori nativi de portugheză). Creole portugheze sunt limbile native în Capul Verde și Guineea-Bissau (deși portugheza standard este limba oficială).
Comunități de imigranți vorbitori de portugheză se regăsesc în multe orașe ale lumii, printre care: 
- Montreal și Toronto în Canada;
- Paris în Franța;
- Asunción în Paraguay;
- Boston, New Bedford, Cape Cod, Fall River, Honolulu, Houston, Newark, New York, Orlando, Miami, Providence, Sacramento în Statele Unite;
- Buenos Aires în Argentina; și
- orașe din Uruguay și Japonia.

Alte țări unde se regăsesc vorbitori ai limbii sunt Andorra, Belgia, Bermuda, Elveția și India (în fostele colonii portughete de acolo, cum ar fi Goa). Limba este vorbită de 188 de milioane de oameni în America de Sud, 17 milioane în Africa, 12 milioane în Europa, 2 milioane în America de Nord și 610.000 în Asia.
CPLP sau Comunitatea Țărilor de Limbă Portugheză este o organizație internațională, formată din opt state independete, unde portugheza este limbă oficială. Portugheza este limbă oficială și/sau de lucru în mai multe organizații, precum Uniunea Europeană, Mercosul sau Uniunea Africană. Această limbă câștigă popularitate în Africa, Asia și America de Sud ca a doua limbă străină.
Portugheza are, alături de spaniolă, cea mai ridicată rată de creștere între limbile occidentale, și, conform unor estimări ale UNESCO, este limba cu cel mai mare potențial de creștere ca limbă de comunicare internațională în sudul Africii și America de Sud. Se estimează că țările africane de limbă portugheză vor avea o populație totală de 83 de milioane până în 2050. După ce Brazilia are acces în piața economică Mercosul, alături de alte națiuni sud-americane, precum Argentina, Uruguay și Paraguay, s-a înregistrat o creștere a cererii de studiu a limbii portugheze în acele țări. Puterea demografică a Braziliei pe continent va continua să întărească prezența limbii portugheze în regiune.

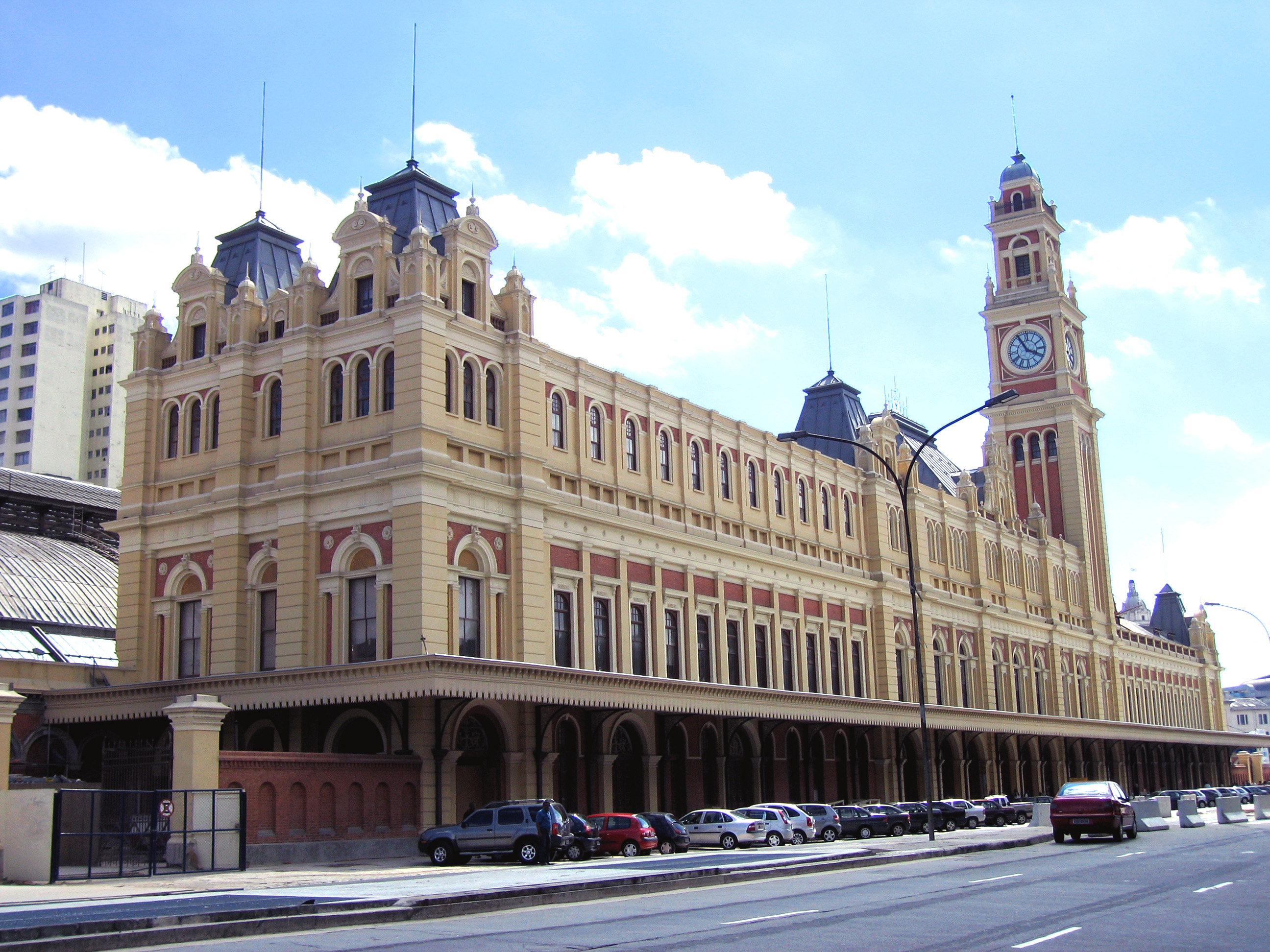
Estação da Luz, amplasamentul muzeului în São Paulo (Brazilia).

Limba câștigă tot mai multă popularitate în Asia, în principal datorită exploziei numărului de vorbitori în ultimii cinci ani, în Timorul de Est, în timp ce Macao devine centrul chinez pentru studierea limbii portugheze. Aici, la începutul secolului al XXI-lea, limba s-a aflat într-un declin pronunțat, însă acum recuperează din teren, devenind o limbă oportună, datorită relațiilor diplomatice tot mai strânse între China și țările lusofone.
În martie 2006 s-a fondat Muzeul Limbii Portugheze, un muzeu interactiv despre limba portugheză, la São Paulo (din Brazilia), orașul cu cei mai mulți vorbitori de portugheză din lume.

## Fonetică

### Consoane
|           |             | Labială | Dentală/ Alveolară | Palatală | Velară | Velară | Uvulară |
| Câmpie    | Labializare | Labială | Dentală/ Alveolară | Palatală |        |        | Uvulară |
| --------- | ----------- | ------- | ------------------ | -------- | ------ | ------ | ------- |
| Nazală    | Nazală      | m       | n                  | ɲ        |        |        |         |
| Oclusivă  | Surdă       | p       | t                  |          | k      | kʷ     |         |
| Oclusivă  | Sonoră      | b       | d                  |          | ɡ      | ɡʷ     |         |
| Fricativă | Surdă       | f       | s                  | ʃ        |        |        |         |
| Fricativă | Sonoră      | v       | z                  | ʒ        |        |        | ʁ       |
| Sonantă   | Semivocală  |         |                    | j        |        | w      |         |
| Sonantă   | Laterală    |         | l                  | ʎ        |        |        |         |
| Bătută    | Bătută      |         | ɾ                  |          |        |        |         |

### Vocale
|              | Anterioară | Centrală | Posterioară |
| ------------ | ---------- | -------- | ----------- |
| Închise      | i          | (ɨ)      | u           |
| Cvasiînchise | (ɪ)        |          | (ɯ̽)         |
| Semiînchise  | e          |          | o           |
| Semideschise | ɛ          | ɐ        | ɔ           |
| Deschise     |            | ä        |             |

|              | Anterioară | Centrală | Posterioară |
| ------------ | ---------- | -------- | ----------- |
| Închise      | ĩ          |          | ũ           |
| Semiînchise  | ẽ          |          | õ           |
| Semideschise |            | ɐ̃        |             |